# فرنسيسكو خافيير مونيوث بيريز
فرنسيسكو خافيير مونيوث بيريز (بالإسبانية: Francisco Javier Muñoz Perez)‏ هو لاعب كرة قدم إسباني، ولد في 12 ديسمبر 1985 في برشلونة في إسبانيا.

## روابط خارجية
- فرنسيسكو خافيير مونيوث بيريز على موقع Paralympic.org (الإنجليزية)
- فرنسيسكو خافيير مونيوث بيريز على موقع اللجنة البارالمبية الإسبانية (الإسبانية)